# Cone de aspiração
Cone de aspiração (ou mais raramente cone de sucção) é o nome aplicado em Aerodinâmica e Hidrodinâmica ao volume de menor pressão deixado atrás de um sólido em deslocação através dum fluido gasoso ou líquido, respectivamente.
Este efeito decorre no intervalo de tempo em que as moléculas demoram a voltar ao estado de menor energia, ao reaproximarem-se depois de terem sido afastadas pelo sólido em deslocação.